# Ceraticelus paludigenus
Ceraticelus paludigenus là một loài nhện trong họ Linyphiidae.
Loài này thuộc chi Ceraticelus. Ceraticelus paludigenus được Crosby & Bishop miêu tả năm 1925.